# Giro d’Italia 2024/8. Etappe
Die 8. Etappe des Giro d’Italia 2024 fand am 11. Mai 2024 statt. Sie endete mit der zweiten Bergankunft der 107. Austragung des italienischen Etappenrennens. Die Strecke führte von Spoleto in den Apennin und endete nach 152 Kilometern in Prati di Tivo auf einer Höhe von 1450 Metern. Nach der Etappe hatten die Fahrer insgesamt 1207,6 Kilometer zurückgelegt, was 36,4 % der Gesamtdistanz entspricht. Die Organisatoren der Rundfahrt bewerteten die Schwierigkeit der Etappe mit fünf von fünf Sternen.
Den Etappensieg sicherte sich der gesamtführende Tadej Pogačar (UAE Team Emirates) im Sprint vor Daniel Felipe Martínez (Bora-hansgrohe) und Ben O’Connor (Decathlon AG2R La Mondiale Team). Der Slowenen baute zudem aufgrund der Zeitbonifikationen seine Führung in der Gesamtwertung weiter aus.

## Streckenverlauf
Der neutralisierte Start erfolgte in Spoleto auf dem Piazza Garibaldi, ehe die Strecke durch die Altstadt führte. Unterhalb des Rocca Albornoziana führte die Strecke auf der SS3 in Richtung Norden, ehe das Rennen auf der ansteigenden SS395 nach 6700 Metern freigegeben wurde.
Unmittelbar nach dem offiziellen Start führte die SS395 auf den Forca di Cerro (733 m), der als nicht-kategorisierter Anstieg bei Kilometer 7,3 überquert wurde. Nach der anschließenden Abfahrt folgte zwischen Piedipaterno und Sant’Anatolia di Narco ein kurzes Flachstück, ehe die 16,3 Kilometer lange Auffahrt auf den Forca Capistrello (1211 m) erfolgte. Dieser war als Bergwertung der 2. Kategorie klassifiziert worden und wies eine durchschnittliche Steigung von 5,6 % auf. Die Kuppe wurde kurz nach Gavelli bei Kilometer 37,1 erreicht. Nun ging es über Monteleone di Spoleto nach Leonessa, wo nach 58 Kilometern der erste Zwischensprint erfolgte. Im Anschluss blieb das Terrain weiter hügelig. Die Strecke führte nun über Albaneto, Posta und Borbona auf den nicht-kategorisierten Valico Casale Bottone (1054 m), ehe in Capitignano nach 104,4 Kilometern ein weiterer Zwischensprint ausgefahren wurde. Die Fahrer befand sich nun auf der SP106 die auf einer Länge von 8,1 Kilometern eine durchschnittliche Steigung von 4,7 % aufwies und zur Bergwertung Croce Abbio (1276 m) führte, die an der Kreuzung mit der SS80 erreicht wurde. Der höchste Punkt des Anstiegs, der als Bergwertung der 3. Kategorie klassifiziert worden war, wurde 39,4 Kilometer vor dem Ziel überquert, bevor eine lange, flache Abfahrt folgte. Diese führte auf der SS80 in nordöstlicher Richtung direkt zum Fuß der Schlusssteigung.
Die Auffahrt nach Prati di Tivo ist 14,6 Kilometer lang und weist eine durchschnittliche Steigung von 7 % auf. Über eine Vielzahl von kehren führt die Strecke zunächst nach Pietracamela, wo sechs Kilometer vor dem Ziel am Ende einer 12 % Rampe der dritte Zwischensprint erfolgt. Der Zielstrich befand sich am Ende einer rund zwei Kilometer langen Geraden beim Piazzale Amorocchi auf einer Höhe von 1450 Metern. Die Auffahrt nach Prati di Tivo galt als Bergwertung der 1. Kategorie.
|                            | Ort                        | Kilometer | Länge (km) | Höhe (m) | Ø Steigung | max. Steigung |
| -------------------------- | -------------------------- | --------- | ---------- | -------- | ---------- | ------------- |
| neutralisierter Start      | Spoleto (Piazza Garibaldi) | −6,7      |            |          |            |               |
| offizieller Start          | La Fornace (SS395)         | 0         |            |          |            |               |
| Bergwertung (2. Kategorie) | Forca Capistrello          | 37,1      | 16,3       | 1211     | 5,6 %      | 12 %          |
| Zwischensprint (S)         | Leonessa                   | 58        |            |          |            |               |
| Zwischensprint (I)         | Capitignano                | 104,4     |            |          |            |               |
| Bergwertung (3. Kategorie) | Croce Abbio                | 112,6     | 8,1        | 1276     | 4,7 %      | 9 %           |
| Zwischensprint (S)         | Pietracamela               | 146       |            |          |            |               |
| Bergwertung (1. Kategorie) | Prati di Tivo              | 152       | 14,6       | 1450     | 7 %        | 12 %          |
| Ziel                       | Prati di Tivo              | 152       |            |          |            |               |

## Rennverlauf
Mit Christophe Laporte (Visma-Lease a Bike) ging ein Fahrer nicht an den Start der 8. Etappe. Unmittelbar nachdem das Rennen freigegeben worden war, kam es in der ersten nicht-kategorisierten Steigung zu den ersten Angriffen, wodurch bereits früh die ersten Fahrer den Anschluss zum Peloton verloren. Die Fluchtgruppe bildete sich schließlich im Anstieg des Forca Capistrello nach rund 30 Kilometern. In der Gruppe befanden sich folgende Teams (geordnet nach dem bestplatzierten Fahrer in der Gesamtklassement): Romain Bardet (dsm-firmenich PostNL), Georg Steinhauser (EF Education-EasyPost), Michael Storer (Tudor), Jhonatan Narváez, Magnus Sheffield (beide Ineos Grenadiers), Julian Alaphilippe (Soudal Quick-Step), Simon Geschke (Cofidis), Nairo Quintana, Pelayo Sánchez (beide Movistar), Valentin Paret-Peintre (Decathlon AG2R La Mondiale), Alessandro Verre (Arkéa-B&B Hotels), Henok Mulubrhan (Astana Qazaqstan), Alessandro De Marchi (Jayco AlUla) und Martin Marcellusi (VF Group-Bardiani CSF-Faizanè). Romain Bardet wies als bestplatzierter Fahrer einen Rückstand von fünf Minuten und 23 Sekunden auf Tadej Pogačar (UAE Team Emirates) auf.
Noch in der Auffahrt des Forca Capistrello teilte sich die Spitzengruppe erneut, fand sich wenige Kilometer später jedoch wieder zusammen. Die meisten Punkte bei der Bergwertung holte Simon Geschke vor Georg Steinhauser und Romain Bardet. Beim ersten Zwischensprint in Leonessa setzte sich Martin Marcellusi vor Jhonathan Narvaez und Michael Storer durch. Alle drei stellten jedoch keine Gefahr für Jonathan Milan (Lidl-Trek) dar, der das Maglia Ciclamino trug. Beim zweiten Zwischensprint betrug der Vorsprung der Ausreißer rund 45 Kilometer vor dem Ziel nur noch etwas mehr als eine Minute, nachdem er zuvor maximal bei rund drei Minuten gelegen hatte. Nachdem sich Romain Bardet vor Georg Steinhauser und Magnus Sheffield die meisten Bonifikationssekunden gesichert hatte, griff der zweitgenannte im Anstieg des Croce Abbio an, konnte sich jedoch nicht entscheidend absetzen. Die Ausreißergruppe überquerte die Bergwertung geschlossen, wobei sich Simon Geschke erneut die meisten Punkte sicherte und so auf den zweiten Gesamtrang der Sonderwertung vorrückte.
Am Fuße des Schlussanstiegs nach Prati di Tivo betrug der Vorsprung der Ausreißergruppe nur noch etwas mehr als 30 Sekunden. Kurz darauf zerfiel die Gruppe, ehe sich Valentin Paret-Peintre rund 10 Kilometer vor dem Ziel von seinen verbliebenen Begleitern absetzen konnte. Der Franzose hielt im Anschluss seinen Vorsprung von wenigen Sekunden und sicherte sich beim letzten Zwischensprint in Pietracamela drei Bonussekunden. Die weiteren Zeitbonifikationen gingen an Felix Großschartner und Rafał Majka (beide UAE Team Emirates), die als Helfer von Tadej Pogačar die Tempoarbeit übernommen hatten. Bereits zu Beginn des Anstiegs war mit Lucas Plapp (Jayco AlUla) der Führende in der Nachwuchswertung zurückgefallen und auch Juan Pedro López (Lidl-Trek) und Alexei Luzenko (Astana Qazaqstan) mussten die anderen Gesamtklassement-Fahrer früh ziehen lassen. Vier Kilometer vor dem Ziel wurde Valentin Paret-Peintre als letzter Ausreißer eingeholt. Auf den letzten Kilometern griff Antonio Tiberi (Bahrain Victorious) zweimal an, konnte sich jedoch nicht absetzen. Im Zielsprint einer sieben Fahrer umfassenden Gruppe setzte sich Tadej Pogačar vor Daniel Felipe Martínez (Bora-hansgrohe) und Ben O’Connor (Decathlon AG2R La Mondiale) durch. Mit einer kleinen Lücke von zwei Sekunden folgten Antonio Tiberi, Geraint Thomas (Ineos Greandiers), Einer Rubio (Movistar) und Cian Uijtdebroeks (Visma-Lease a Bike). Dahinter überquerten Thymen Arensman (Ineos Grenadiers) und Michael Storer, der in der Ausreißergruppe gewesen war, den Zielstrich mit Rückständen von etwas mehr als zehn Sekunden. Der Verlierer des Tages war der Kasache Alexei Luzenko, der zwei Minuten und 21 Sekunden einbüßte und aus den Top 10 der Gesamtwertung fiel.
In der Gesamtwertung baute Tadej Pogačar seinen Vorsprung aufgrund der Zeitbonifikationen auf zwei Minuten und 40 Sekunden aus. Daniel Felipe Martínez lag weiterhin auf dem zweiten Gesamtrang, wobei sein Vorsprung auf Geraint Thomas auf 18 Sekunden anwuchs. Hinter Ben O’Connor folgte Cian Uijtdebroeks, der das Weiße Trikot nach nur einem Tag von Lucas Plapp zurückeroberte. Der Rückstand des Belgiers auf den Gesamtführenden betrug jedoch bereits vier Minuten und zwei Sekunden. Auf den weiteren plätzen folgten Antonio Tiberi, Lorenzo Fortunato (Astana Qazaqstan), Einer Rubio, Thymen Arensman und Jan Hirt (Soudal Quick-Step), während Lucas Plapp, Alexei Luzenko und Filippo Zana (Jayco AlUla) aus den Top-10 fielen. Neben der Gesamtführung baute Tadej Pogačar auch in der Bergwertung seinen Vorsprung weiter aus und lag nun 52 Punkte vor Daniel Felipe Martínez. Jonathan Milan erreichte das Ziel in der vorgegebenen Karenzzeit und behielt so die Führung in der Punktewertung. In der Mannschaftswertung setzte sich das französische Decathlon AG2R La Mondiale Team an die Spitze. Nach dem Ausscheiden von Christophe Laporte verblieben noch 164 Fahrer im Rennen.

## Ergebnis
| \| Etappenergebnis \| Etappenergebnis \| Etappenergebnis \| Etappenergebnis \| Etappenergebnis \| \| Fahrer \| Fahrer \| Land \| Team \| Zeit \| \| --------------- \| ---------------------- \| ---------------------- \| -------------------------- \| --------------- \| \| 1. \| Tadej Pogačar \| Slowenien \| UAE Team Emirates \| 4 h 02 min 16 s \| \| 2. \| Daniel Felipe Martínez \| Kolumbien \| Bora-Hansgrohe \| + 0 s \| \| 3. \| Ben O’Connor \| Australien \| Decathlon-AG2R La Mondiale \| + 0 s \| \| 4. \| Antonio Tiberi \| Italien \| Bahrain Victorious \| + 2 s \| \| 5. \| Geraint Thomas \| Vereinigtes Königreich \| Ineos Grenadiers \| + 2 s \| \| 6. \| Einer Rubio \| Kolumbien \| Movistar Team \| + 2 s \| \| 7. \| Cian Uijtdebroeks \| Belgien \| Team Visma \\| Lease a Bike \| + 2 s \| \| 8. \| Thymen Arensman \| Niederlande \| Ineos Grenadiers \| + 11 s \| \| 9. \| Michael Storer \| Australien \| Tudor Pro Cycling Team \| + 13 s \| \| 10. \| Alex Baudin \| Frankreich \| Decathlon-AG2R La Mondiale \| + 21 s \| |                        |                        |                            |                 |
| |                        |                        |                            |                 |
| Quellen: ProCyclingStats Cycling Quotient |                        |                        |                            |                 |
| Etappenergebnis |                        |                        |                            |                 |
| Fahrer | Fahrer                 | Land                   | Team                       | Zeit            |
| 1. | Tadej Pogačar          | Slowenien              | UAE Team Emirates          | 4 h 02 min 16 s |
| 2. | Daniel Felipe Martínez | Kolumbien              | Bora-Hansgrohe             | + 0 s           |
| 3. | Ben O’Connor           | Australien             | Decathlon-AG2R La Mondiale | + 0 s           |
| 4. | Antonio Tiberi         | Italien                | Bahrain Victorious         | + 2 s           |
| 5. | Geraint Thomas         | Vereinigtes Königreich | Ineos Grenadiers           | + 2 s           |
| 6. | Einer Rubio            | Kolumbien              | Movistar Team              | + 2 s           |
| 7. | Cian Uijtdebroeks      | Belgien                | Team Visma \| Lease a Bike | + 2 s           |
| 8. | Thymen Arensman        | Niederlande            | Ineos Grenadiers           | + 11 s          |
| 9. | Michael Storer         | Australien             | Tudor Pro Cycling Team     | + 13 s          |
| 10. | Alex Baudin            | Frankreich             | Decathlon-AG2R La Mondiale | + 21 s          |

## Gesamtstände
| \| Gesamtwertung \| Gesamtwertung \| Gesamtwertung \| Gesamtwertung \| Gesamtwertung \| \| Fahrer \| Fahrer \| Land \| Team \| Zeit \| \| ------------- \| ---------------------- \| ---------------------- \| -------------------------- \| ---------------- \| \| 1. \| Tadej Pogačar \| Slowenien \| UAE Team Emirates \| 28 h 14 min 42 s \| \| 2. \| Daniel Felipe Martínez \| Kolumbien \| Bora-Hansgrohe \| + 2 min 40 s \| \| 3. \| Geraint Thomas \| Vereinigtes Königreich \| Ineos Grenadiers \| + 2 min 58 s \| \| 4. \| Ben O’Connor \| Australien \| Decathlon-AG2R La Mondiale \| + 3 min 39 s \| \| 5. \| Cian Uijtdebroeks \| Belgien \| Team Visma \\| Lease a Bike \| + 4 min 02 s \| \| 6. \| Antonio Tiberi \| Italien \| Bahrain Victorious \| + 4 min 23 s \| \| 7. \| Lorenzo Fortunato \| Italien \| Astana Qazaqstan Team \| + 5 min 15 s \| \| 8. \| Einer Rubio \| Kolumbien \| Movistar Team \| + 5 min 28 s \| \| 9. \| Thymen Arensman \| Niederlande \| Ineos Grenadiers \| + 5 min 30 s \| \| 10. \| Jan Hirt \| Tschechien \| Soudal Quick-Step \| + 5 min 53 s \| |                        |                        |                            |                  |
| |                        |                        |                            |                  |
| Quellen: ProCyclingStats Cycling Quotient |                        |                        |                            |                  |
| Gesamtwertung |                        |                        |                            |                  |
| Fahrer | Fahrer                 | Land                   | Team                       | Zeit             |
| 1. | Tadej Pogačar          | Slowenien              | UAE Team Emirates          | 28 h 14 min 42 s |
| 2. | Daniel Felipe Martínez | Kolumbien              | Bora-Hansgrohe             | + 2 min 40 s     |
| 3. | Geraint Thomas         | Vereinigtes Königreich | Ineos Grenadiers           | + 2 min 58 s     |
| 4. | Ben O’Connor           | Australien             | Decathlon-AG2R La Mondiale | + 3 min 39 s     |
| 5. | Cian Uijtdebroeks      | Belgien                | Team Visma \| Lease a Bike | + 4 min 02 s     |
| 6. | Antonio Tiberi         | Italien                | Bahrain Victorious         | + 4 min 23 s     |
| 7. | Lorenzo Fortunato      | Italien                | Astana Qazaqstan Team      | + 5 min 15 s     |
| 8. | Einer Rubio            | Kolumbien              | Movistar Team              | + 5 min 28 s     |
| 9. | Thymen Arensman        | Niederlande            | Ineos Grenadiers           | + 5 min 30 s     |
| 10. | Jan Hirt               | Tschechien             | Soudal Quick-Step          | + 5 min 53 s     |

| Punktewertung | Punktewertung    | Punktewertung | Punktewertung                 | Punktewertung |
| Fahrer        | Fahrer           | Land          | Team                          | Punkte        |
| ------------- | ---------------- | ------------- | ----------------------------- | ------------- |
| 1.            | Jonathan Milan   | Italien       | Lidl-Trek                     | 134 P.        |
| 2.            | Kaden Groves     | Australien    | Alpecin-Deceuninck            | 97 P.         |
| 3.            | Tim Merlier      | Belgien       | Soudal Quick-Step             | 89 P.         |
| 4.            | Olav Kooij       | Niederlande   | Team Visma \| Lease a Bike    | 61 P.         |
| 5.            | Tadej Pogačar    | Slowenien     | UAE Team Emirates             | 57 P.         |
| 6.            | Benjamin Thomas  | Frankreich    | Cofidis                       | 56 P.         |
| 7.            | Filippo Fiorelli | Italien       | VF Group-Bardiani CSF-Faizanè | 54 P.         |
| 8.            | Andrea Pietrobon | Italien       | Team Polti Kometa             | 48 P.         |
| 9.            | Jhonatan Narváez | Ecuador       | Ineos Grenadiers              | 40 P.         |
| 10.           | Michael Valgren  | Dänemark      | EF Education-EasyPost         | 40 P.         |

| Bergwertung | Bergwertung             | Bergwertung            | Bergwertung                   | Bergwertung |
| Fahrer      | Fahrer                  | Land                   | Team                          | Punkte      |
| ----------- | ----------------------- | ---------------------- | ----------------------------- | ----------- |
| 1.          | Tadej Pogačar           | Slowenien              | UAE Team Emirates             | 104 P.      |
| 2.          | Daniel Felipe Martínez  | Kolumbien              | Bora-Hansgrohe                | 52 P.       |
| 3.          | Simon Geschke           | Deutschland            | Cofidis                       | 36 P.       |
| 4.          | Lilian Calmejane        | Frankreich             | Intermarché-Wanty             | 32 P.       |
| 5.          | Geraint Thomas          | Vereinigtes Königreich | Ineos Grenadiers              | 22 P.       |
| 6.          | Andrea Piccolo          | Italien                | EF Education-EasyPost         | 18 P.       |
| 7.          | Ben O’Connor            | Australien             | Decathlon-AG2R La Mondiale    | 17 P.       |
| 8.          | Georg Steinhauser       | Deutschland            | EF Education-EasyPost         | 12 P.       |
| 9.          | Amanuel Ghebreigzabhier | Eritrea                | Lidl-Trek                     | 11 P.       |
| 10.         | Filippo Fiorelli        | Italien                | VF Group-Bardiani CSF-Faizanè | 10 P.       |

| Nachwuchswertung | Nachwuchswertung       | Nachwuchswertung | Nachwuchswertung           | Nachwuchswertung |
| Fahrer           | Fahrer                 | Land             | Team                       | Zeit             |
| ---------------- | ---------------------- | ---------------- | -------------------------- | ---------------- |
| 1.               | Cian Uijtdebroeks      | Belgien          | Team Visma \| Lease a Bike | 28 h 18 min 44 s |
| 2.               | Antonio Tiberi         | Italien          | Bahrain Victorious         | + 21 s           |
| 3.               | Thymen Arensman        | Niederlande      | Ineos Grenadiers           | + 1 min 28 s     |
| 4.               | Alex Baudin            | Frankreich       | Decathlon-AG2R La Mondiale | + 2 min 32 s     |
| 5.               | Filippo Zana           | Italien          | Team Jayco AlUla           | + 3 min 10 s     |
| 6.               | Georg Steinhauser      | Deutschland      | EF Education-EasyPost      | + 4 min 23 s     |
| 7.               | Davide Piganzoli       | Italien          | Team Polti Kometa          | + 5 min 27 s     |
| 8.               | Giovanni Aleotti       | Italien          | Bora-Hansgrohe             | + 9 min 51 s     |
| 9.               | Mauri Vansevenant      | Belgien          | Soudal Quick-Step          | + 17 min 02 s    |
| 10.              | Valentin Paret-Peintre | Frankreich       | Decathlon-AG2R La Mondiale | + 19 min 15 s    |

| Mannschaftswertung | Mannschaftswertung            | Mannschaftswertung           | Mannschaftswertung |
| Team               | Team                          | Land                         | Zeit               |
| ------------------ | ----------------------------- | ---------------------------- | ------------------ |
| 1.                 | Decathlon-AG2R La Mondiale    | Frankreich                   | 85 h 03 min 12 s   |
| 2.                 | Ineos Grenadiers              | Vereinigtes Königreich       | + 1 min 20 s       |
| 3.                 | Astana Qazaqstan Team         | Kasachstan                   | + 9 min 23 s       |
| 4.                 | Bora-Hansgrohe                | Deutschland                  | + 16 min 05 s      |
| 5.                 | UAE Team Emirates             | Vereinigte Arabische Emirate | + 18 min 06 s      |
| 6.                 | EF Education-EasyPost         | Vereinigte Staaten           | + 21 min 01 s      |
| 7.                 | VF Group-Bardiani CSF-Faizané | Italien                      | + 21 min 17 s      |
| 8.                 | Bahrain Victorious            | Bahrain                      | + 33 min 51 s      |
| 9.                 | Soudal Quick-Step             | Belgien                      | + 34 min 56 s      |
| 10.                | Movistar Team                 | Spanien                      | + 36 min 41 s      |

## Ausgeschiedene Fahrer
- Christophe Laporte (Team Visma-Lease a Bike):  ging wegen Sturzfolgen von der 5. Etappe nicht an den Start[4]